# Cecilia Womersley
Cecilia Ann Womersley, po mężu Jenkins (ur. 27 lipca 1943 w Pontefract) – nowozelandzka narciarka alpejska, olimpijka.
Na zimowych igrzyskach olimpijskich w Squaw Valley wystartowała w zjeździe, slalomie gigancie i slalomie plasując się odpowiednio na pozycjach 34., 27. i 38.
Siostra Chrisa Womersleya, również alpejczyka olimpijczyka.